# Niccolò Tartaglia

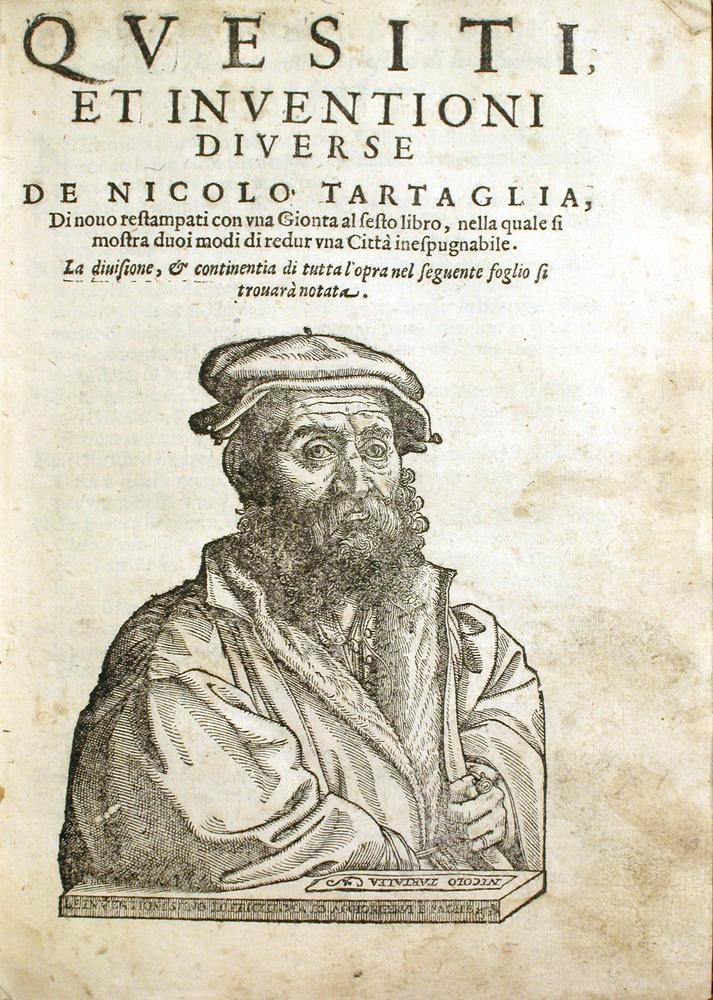
Niccolò Tartaglia

Niccolò Fontana Tartaglia (Brescia, Italië, 1499 of 1500 - Venetië, 13 of 14 december 1557) was een Italiaanse wiskundige, die een formule voor de derdegraadsvergelijking ontdekte.
Niccolò Tartaglia stamde uit een arme familie, die Fontana heette. Hij was jong toen zijn vader stierf en hij was aanwezig toen de Fransen o.l.v. Gaston van Foix-Nemours in 1512 Brescia innamen. Hierbij liep Niccolò verwondingen op, die problemen met spreken veroorzaakten. Hij kreeg de bijnaam "de stotteraar" (Tartaglia in het Italiaans). Om in leven te blijven moest hij bedelen. Hij leerde zichzelf lezen uit een gestolen boek en omdat papier duur was oefende hij het schrijven op grafstenen. Hij ontwikkelde zoveel kennis van wiskunde dat hij zijn brood kon verdienen met het onderwijzen van wiskunde in Verona, Vicenza, Brescia en Venetië (1535).
Omstreeks 1500 probeerden wiskundigen van de universiteit van Bologna een algemene oplossing te vinden voor de derdegraadsvergelijking. Deze kon tot drie soorten worden teruggebracht, te weten: 
{\displaystyle x^{3}+px=q}
{\displaystyle x^{3}=px+q}
{\displaystyle x^{3}+q=px}
waarin p en q positieve getallen zijn. Scipio del Ferro had een oplossing voor {\displaystyle x^{3}+px=q}, maar hield deze geheim.
In 1535 werd Tartaglia, die verschillende speciale gevallen van de derdegraadsvergelijking had opgelost, uitgedaagd voor een wedstrijd door Antonio Fior, een leerling van Scipio del Ferro. Toen Tartaglia begreep dat Fior een oplossing van Ferro had gekregen, gooide hij al zijn kunnen in de strijd en won glansrijk. Het lukte hem om ook de methode van zijn tegenstander te ontrafelen.
Het nieuws dat Tartaglia de oplossing van de derdegraadsvergelijking had gevonden kwam Girolamo Cardano (1501-1576) ter ore. Cardano was een zeer veelzijdig wetenschapper die publiceerde in de astronomie, filosofie, wiskunde en de medicijnen. Cardano vroeg Tartaglia de oplossing te mogen publiceren. Na een aanvankelijke weigering gaf Tartaglia de oplossing in 1539 aan Cardano onder een eed van geheimhouding. Toen Cardano de methode in 1545 publiceerde in zijn Ars Magna beschuldigde Tartaglia hem van eedbreuk. Een bittere strijd ontstond, waarin Cardano werd bijgestaan door zijn leerling Lodovico Ferrari (1522-1565). Ferrari verklaarde dat hij aanwezig was in de ontmoeting tussen Cardano en Tartaglia en dat er geen sprake van geheimhouding was geweest. Een strijd volgde waarin de geschriften die werden geschreven, de Quaesiti en de Cartelli beledigingen en wiskundige uitdagingen werden uitgewisseld. In 1548 werd tussen de twee een publieke wedstrijd gehouden in de kerk de Santa Maria del Giardino in Milaan, waarin beiden tot een vergelijk kwamen. Ondertussen was de geschiedenis van de opzienbarende ontdekking wel bekend geworden bij een breed publiek. Nog steeds arm overleed Tartaglia negen jaar later.
Zijn editie van Euclides uit 1543 in het Italiaans, de eerste vertaling van de Elementen in een moderne Europese taal, was van groot belang. Tweehonderd jaar lang had men Euclides onderwezen aan de hand van twee Latijnse vertalingen uit een Arabische bron, waarin fouten zaten in Boek V, de Eudoxische theorie van verhoudingen. Deze fouten maakten Boek V in wezen onbruikbaar. Tartaglia's editie ging uit van Zamberti's Latijnse vertaling van een niet gecorrumpeerde Griekse tekst en kende deze fouten niet. Hij schreef ook het eerste bruikbare commentaar op de theorie van Eudoxes, dat later een belangrijk startpunt werd voor Galileo, net zoals dit eerder ook voor Archimedes het geval was geweest. 

## De methode van Tartaglia
Tartaglia geeft de volgende procedure voor de oplossing van {\displaystyle x^{3}+px=q}, waarbij de coëfficiënten p en q positief zijn. 
Stel {\displaystyle x=u-v} en vul deze in in de vergelijking, dan volgt
{\displaystyle u^{3}-v^{3}+(p-3uv)(u-v)=q}
Stel nu {\displaystyle p-3uv=0} ofwel {\displaystyle uv=p/3}, dan volgt {\displaystyle u^{3}-v^{3}=q}.
Kwadrateer deze tweede vergelijking en tel er 4 keer de eerste tot de macht 3 bij op, zodat:
{\displaystyle (u^{3}+v^{3})^{2}=q^{2}+4(p/3)^{3}=D^{2}}, ofwel {\displaystyle u^{3}+v^{3}=D}.
Gebruik vervolgens {\displaystyle u^{3}-v^{3}=q}, dan volgt: {\displaystyle u^{3}=q/2+D/2} en {\displaystyle v^{3}=-q/2+D/2}.
Ten slotte wordt de oplossing:
{\displaystyle x={\sqrt[{3}]{{\sqrt {\left({\frac {q}{2}}\right)^{2}+\left({\frac {p}{3}}\right)^{3}}}+{\frac {q}{2}}}}-{\sqrt[{3}]{{\sqrt {\left({\frac {q}{2}}\right)^{2}+\left({\frac {p}{3}}\right)^{3}}}-{\frac {q}{2}}}}}.
Als {\displaystyle p} negatief is, zodanig dat ook {\displaystyle D} negatief is, dan ontstaat in de uitdrukking voor {\displaystyle x} een derdemachtswortel van een complex getal. Zo ontstaat een uitdrukking, die onherleidbaar is, ook al zouden alle drie wortels van de vergelijking reëel zijn. Met deze casus irreducibilis wist ook Cardano niets te beginnen. Deze moeilijkheid is het begin geweest van de ontwikkeling van de theorie der complexe getallen (en niet de studie van de kwadratische vergelijkingen, waar ze tegenwoordig als eerste worden gepresenteerd).

## Andere resultaten van Tartaglia
Tartaglia was naast wiskundige ook ingenieur, landmeetkundige en boekhouder. Als ingenieur ontwierp hij fortificaties. Als landmeetkundige zocht hij naar de beste middelen voor verdediging of aanval. Ook was hij boekhouder van de republiek Venetië, waar hij een werk schreef over de rekenkunde in de handel. Hij publiceerde vele boeken, waaronder in 1543 de eerste Italiaanse vertaling van werken van Archimedes en Euclides. Tartaglia was de eerste die in 1537 de wiskunde toepaste in het onderzoek naar de baan van kanonskogels. Dit werk werd later juist bevonden door Galilei's studies op het gebied van vallende lichamen. Hij behandelde vraagstukken in de waarschijnlijkheidsrekening.

## Bibliografie

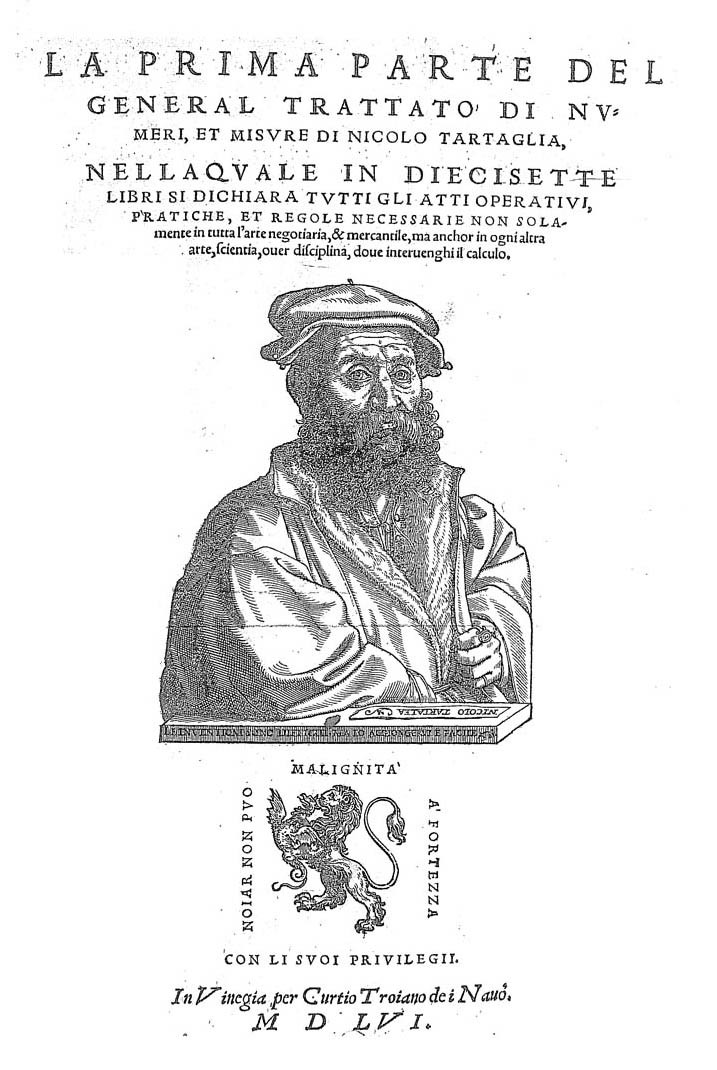
General trattato de' numeri et misure, 1556